# Halura
Halura ist eine indonesische Insel südlich des Ostens der Insel Sumba. 

## Geographie
Halura gehört zum Kabupaten (Regierungsbezirk) Ostsumba in der Provinz Ost-Nusa Tenggara. Westlich vor Halura liegt das Inselchen Koatak, etwas weiter die Insel Mangkudu. West- und Südküste sind von Korallenriffen umgeben.